# Александр Прусский
Фридрих Вильгельм Людвиг Александр Прусский (нем. Friedrich Wilhelm Ludwig Alexander von Preußen; 21 июня 1820, Берлин — 4 января 1896, Берлин) — прусский принц. Генерал от инфантерии.

## Биография
Александр Прусский — старший сын Фридриха Прусского и Луизы Ангальт-Бернбургской. Как и всех принцев королевского дом, Александра в 10-летнем возрасте зачислили в прусскую армию в звании секонд-лейтенанта, но направлять на действительную военную службу поначалу не планировали. В звании полковника Александр был назначен в 1851 году первым командиром 3-го батальона 1-го гвардейского ландверского полка. Принц продолжил военную карьеру и в 1864 году получил звание генерала от инфантерии. В 1861 году король Вильгельм I назначил Александра Прусского шефом 16-го пехотного полка. Принц Александр принимал участие в Австро-прусско-итальянской и Франко-прусской войнах.